# Monarcha (rodzaj)
Monarcha – rodzaj ptaków z rodziny monarek (Monarchidae).

## Zasięg występowania
Rodzaj obejmuje gatunki występujące w Indonezji (Celebes i dalej na wschód) i Australazji.

## Morfologia
Długość ciała 15–19 cm; masa ciała 17–33,5 g.

## Systematyka

### Etymologia
- Monarcha (Monacha, Monarches): łac. monarcha „monarcha, król”, od gr. μοναρχος monarkhos „monarcha, jedyny władca, suweren, dyktator”[8].
- Neopomarea: gr. νεος neos „nowy”; rodzaj Pomarea Bonaparte, 1854 (pacyficzka)[9]. Typ nomenklatoryczny: Monarcha castaneiventris J. Verreaux, 1858.

### Podział systematyczny
Do rodzaju należą następujące gatunki:
- Monarcha cinerascens (Temminck, 1827) – monarka rdzawobrzucha
- Monarcha castaneiventris J. Verreaux, 1858 – monarka kasztanowata
- Monarcha richardsii (E.P. Ramsay, 1881) – monarka białołbista
- Monarcha ugiensis (E.P. Ramsay, 1882) – monarka czarna
- Monarcha frater P.L. Sclater, 1874 – monarka czarnoskrzydła
- Monarcha melanopsis (Vieillot, 1818) – monarka strojna